# Dialogue
Dialogue – debiutancki album studyjny amerykańskiego wibrafonisty jazzowego Bobby’ego Hutchersona, wydany z numerem katalogowym BLP 4198 i BST 84198 w 1965 roku przez Blue Note Records.

## Powstanie
Materiał na płytę został zarejestrowany 3 kwietnia 1965 roku przez Rudy’ego Van Geldera w należącym do niego studiu (Van Gelder Studio) w Englewood Cliffs w stanie New Jersey. Produkcją albumu zajął się Alfred Lion.

## Lista utworów
Opracowano na podstawie materiału źródłowego.
Wydanie LP
Strona A
| Nr | Tytuł utworu         | Muzyka       | Długość |
| -- | -------------------- | ------------ | ------- |
| 1. | „Catta”              | Andrew Hill  | 7:19    |
| 2. | „Idle While”         | Joe Chambers | 6:37    |
| 3. | „Les Noirs Marchant” | Hill         | 6:41    |
|    |                      |              | 20:37   |

Strona B
| Nr | Tytuł utworu    | Muzyka   | Długość |
| -- | --------------- | -------- | ------- |
| 1. | „Dialogue”      | Chambers | 9:59    |
| 2. | „Ghetto Lights” | Hill     | 6:16    |
|    |                 |          | 16:15   |

Utwór dodatkowy na reedycjach na CD
| Nr | Tytuł utworu | Muzyka | Długość |
| -- | ------------ | ------ | ------- |
| 1. | „Jasper”     | Hill   | 8:29    |
|    |              |        | 8:29    |

## Twórcy
Opracowano na podstawie materiału źródłowego.
Muzycy:
- Bobby Hutcherson – wibrafon, marimba (utwory: A3, B1 oraz nr 6 na reedycji)
- Sam Rivers – saksofon tenorowy (A1, nr 6 na reedycji), saksofon sopranowy (B2), klarnet basowy (B1), flet (A2, A3)
- Freddie Hubbard – trąbka
- Andrew Hill – fortepian
- Richard Davis – kontrabas
- Joe Chambers – perkusja

Produkcja:
- Alfred Lion – produkcja muzyczna
- Rudy Van Gelder – inżynieria dźwięku
- Reid Miles – projekt okładki
- Francis Wolff – fotografia na okładce
- A.B. Spellman – liner notes
- Michael Cuscuna – produkcja muzyczna (reedycja na CD)